# Sit negre
El sit negre, hortolà negre, hortolà cellard, xitxit o sitroc/sitroc llis (Emberiza cia) és una espècie d'ocell de l'ordre dels passeriformes.

## Descripció
Amida 16 cm de llargària total i 24 cm d'envergadura alar. Pesa 25 g. Té el cap i la gola grisos, recorreguts per unes bandes negres. És bru per sobre amb llistes negres i brunes rogenques per sota. Menja gra, fulles tendres i petits insectes per als pollets. La femella en general té els colors més apagats amb les parts inferiors més pàl·lides, l'esquena de color marró grisós i el cap menys contrastat. El jove és semblant a la femella, però amb el cap ratllat.
Hi ha quatre subespècies que es diferencien principalment en els tons del plomatge, tot i que la subespècie que es reprodueix a Europa, Àfrica i l'oest de Turquia és l'única que mostra barres blanques.

## Distribució i hàbitat
Habita entre els 400 i 2.000 m d'altitud (és un dels pocs ocells que viu a 2.000 m d'altitud) en terrenys rocallosos sense que el tipus de vegetació sigui un paràmetre a tindre en compte, ja que pot viure a les boixedes, brolles, conreus, pastures i erms amb arbustos i altres medis arbustius amb arbres dispersos o sense Resident a tota la península Ibèrica, a l'Europa continental mediterrània, a Sicília, a Xipre, a l'Àsia Menor, a Palestina i a l'Himàlaia. Als Països Catalans es troba al Prepirineus, Collsacabra, Guilleries, Montseny, Montnegre-Corredor, a tot el prelitoral català en general.
És sedentari i a l'hivern, si fa massa fred, abandona les muntanyes, on viu normalment, i baixa a les planes per alimentar-se als conreus.

## Alimentació i cria
Es reprodueix al nord-oest d'Àfrica, al sud d'Europa de l'est a l'Àsia central i a l'Himàlaia. També cria localment al centre d'Europa. És parcialment migratòria, amb les poblacions del nord hivernant més al sud, principalment dins de l'àrea de reproducció de les poblacions residents del sud. És un rar vagabund per l'Europa occidental.
La femella fa el niu a terra o ocasionalment en un arbust baix, darrere una pedra o un matoll i hi pon 4 ous al maig-agost (a voltes fa 3 postes). Els cova durant 12 dies i els novells que en neixen deixen el nial als 10-13 dies.

## Cant
El reclam és un «tseee» agut, i el cant és un trinat «churrrr-chirrriiii-itt».

## Taxonomia
Es reconeixen sis subespècies:
- E. c. cia (Linnaeus, 1766) - centre i sud d'Europa fins als Balcans, nord de Turquia i nord-oest d'Àfrica.
- E. c. fllemingorum (Martens J, 1972) - centre de Nepal.
- E. c. hordei (Brehm CL, 1831) - Grècia, sud de Turquia fins al sud d'Israel i Jordània.
- E. c. par (Hartert, 1904) - dels nor-est de l'Iran al centre d'Àsia i Pakistan.
- E. c. prageri (Laubmann, 1915) - Crimea, Caucas, nord-est de Turquia i nord-oest de l'Iran.
- E. c. stracheyi (Moore, 1856) - del nord-oest de l'Himàlaia al sud-oest del Tibet i Nepal.